# Lordi
Lordi is een Finse hardrock-heavymetalband.
Ze staan bekend om hun monsterlijke teksten en kostuums. Ze werden (Europees) bekend bij het grote publiek door hun winnende optreden op het Eurovisiesongfestival in 2006 met hun nummer Hard Rock Hallelujah. Later verzorgden zij ook tournees in Amerika en Japan.
Lordi's muziek is een mengeling van hardrock met heavy metal. Verder vertonen hun nummers en optredens elementen van shockrock. De kostuums van de band zijn gemaakt van latex. Behalve deze kostuums maken ook pyrotechnics en horrorelementen deel uit van hun optredens.

## Bandleden
De monsterlijke kostuums en bijbehorende alter ego's zijn een dermate groot handelsmerk geworden van Lordi, dat de bandleden weigeren om gefotografeerd te worden of interviews te geven zonder deze kostuums. Ze gebruiken ook hun echte namen niet tijdens interviews. Hierdoor is het niet eenvoudig geweest hun ware identiteit te achterhalen. De echte namen zijn noch bevestigd, noch ontkend.
Op 15 februari 2012 kwam Lordi met het nieuws dat drummer Tonmi Lillman (Otus) bleek te zijn overleden.

### Huidige bandleden
- Mr. Lordi (Tomi Putaansuu) - zang. Zijn personage is een heilige demoon.
- Kone - gitaar
- Mana - drummer. Zijn personage wordt omschreven als de "insectoman", de pastoor van de dood (soort magere Hein/insect).
- Hella - keyboard. Haar personage is een helse moord-pop (een beetje zoals Chucky).
- Hiisi - basgitaar. Zijn personage is een kruising tussen een reptiel en een trol.

### Oud-bandleden
- G-Stealer (Sami Keinänen) - basgitaar (1997-1999). G-Stealer zag eruit als Kita, die later zijn kostuum overnam.
- Magnum (Sami Wolking) - basgitaar (1999-2002). Zijn personage was een cyborg. Hij leek enigszins op Master-Chief uit de Halo-serie.
- Enary (Erna Siikavirta) - keyboard (1997-2005). Haar personage was een walkure.
- Kalma (Niko Hurme) - basgitaar (2002-2005). Zijn personage was een (biker-)zombie.
- Kita (Sampsa Astala) - drums (2000-2010). Zijn personage was een Man-beest.
- Otus (Tonmi Lillman) - drums (2010-2012). Zijn personage was een combinatie tussen een slager, beul, hagedis en een zombie.
- Awa (Leena Peisa) - keyboard (2005-2012). Haar personage was een spook/heks.
- OX (Samer el Nahhal) - basgitaar (2005-2019). Zijn personage was een "hellbull".
- Amen (Jussi Sydänmaa) - gitaar (1997-2022). Zijn personage is een mummie.

## Geschiedenis

### Oprichting
Mr. Lordi begon in 1992 als een soloproject aan Lordi. Hij maakte toen alleen een demo Napalm Market die het nummer "Inferno" bevatte. Samen met het album creëerde hij een videoclip waarin hij ongemaskerd zou optreden. Enkele vrienden zouden de rol van monsters aannemen met maskers die Mr. Lordi zelf ging maken. Het was toen dat Mr. Lordi op het idee kwam om een monsterband op te richten. De demo en de videoclip werden echter nooit uitgegeven. Enkel het nummer "Inferno" verscheen later in 1995 op een Fins compilatiealbum "Rockmurskaa".
In 1996 gaat Mr. Lordi als voorzitter van de officiële KISS-fanclub: Kiss Army Finland naar een KISS-Cruise. Het was tijdens deze cruise dat Mr. Lordi zijn gitarist Mr. Amen en bassist G-Stealer ontmoette. Hij vertelde over zijn project "Lordi" en kort na de cruise begon Lordi dan "echt", al bestond de band toen maar uit drie leden: Mr. Lordi, Mr. Amen en Mr. G-Stealer. Het jaar daarna (in 1997) kwam toetseniste Ms. Enary erbij, waarna ze hun eerste album Bend Over and Pray the Lord opnamen. Op dat moment had de band nog geen drummer dus werd het album van MIDI-drumtracks voorzien. Na de opnamen zou het album in 1999 door Anaconda Records uitgegeven worden, maar dit platenlabel ging failliet nog voordat het album uitgebracht kon worden. Hetzelfde jaar verliet G-Stealer de band. Hij werd later opgevolgd door Magnum. In 2000 kwam drummer Kita er bij en de band was terug compleet.

### Get Heavy (2002-2003)
In 2002 slaagde Lordi erin om een platencontract te verkrijgen bij Bertelsmann Music Group. In juli dat jaar bracht de band de eerste single uit: Would You Love a Monsterman?. Deze single haalde in Finland de eerste plaats in de hitlijsten. Na dit succes besluit de band om samen met producer TT Oksala in Finnvox Studios hun officiële debuutalbum Get Heavy op te nemen. Na de opnamen verliet Magnum de band en Kalma nam zijn plaats in. Het album werd uitgegeven op 1 november 2002. In 2003 won het album een Emma-award voor het beste hardrock/heavymetalalbum. In Finland verkocht het album 67.000 exemplaren waardoor Lordi zijn eerste platinum album verkreeg.
Op 8 december 2002 gaf de band hun eerste optreden in de Nosturi Club in Helsinki. In 2003 verscheen de band op verschillende muzikale evenementen zowel in Finland als in het buitenland. De band kwam vooral in Duitsland waar ze deel uitmaakten van de Wacken Road Show. Tijdens hun Duitse tournee was Lordi de supportact voor Nightwish. De tournee bezorgde beide bands populariteit in Duitsland waardoor Lordi een platencontract werd aangeboden door het Duitse Drakkar company.

### The Monsterican Dream (2004–2005)
Begin 2004 begon Lordi met het opnemen van hun tweede album The Monsterican Dream. Dit keer werd het album geproduceerd door Hiili Hiilesma. Het album werd uitgegeven op 14 april 2004. Twee nummers, My Heaven Is Your Hell en Blood Red Sandman, werden als singles uitgebracht.
Twee jaar later kreeg het album een gouden plaat. In februari 2005 verscheen Lordi's eerste compilatiealbum The Monster Show en gaf hierbij als onderdeel van hun European Monstour, een succesvol optreden in de Melkweg (Amsterdam). Later heeft de band verder getoerd met onder andere Hammerfall en Nightwish.
Eind 2005 begonnen er spanningen te ontstaan in de band. Toetseniste Enary werd ontslagen en vervangen door Awa. Kort voordat Lordi Finland zou vertegenwoordigen op het Eurovisiesongfestival, besliste ook bassist Kalma om de band wegens familiale redenen te verlaten. Hij werd vervangen door OX.

### The Arockalypse en het Eurovisiesongfestival (2006-2008)
Op 1 mei 2006 verscheen het derde album The Arockalypse. Op 20 mei maakte de band vervolgens geschiedenis door met hun nummer Hard Rock Hallelujah het Eurovisiesongfestival 2006 in Athene te winnen. De band haalde met 292 punten hierbij de hoogste score tot dan toe ooit behaald. Ook in de halve finale behaalden ze deze score al, wat hun de eerste groep maakte die zowel beiden de halve finale als de finale wonnen. Het was tevens de eerste keer dat Finland won. De Noord-Finse stad Rovaniemi vernoemde om die reden dan ook een plein naar de band "Lordi-square".
Lordi gaf na het Eurovisiesongfestival een optreden in Helsinki om de overwinning te vieren. De toenmalige Finse president, Tarja Halonen, beloonde de band op het podium met een grote bronzen sleutel. Lordi vestigde toen ook een nieuw wereldrecord voor het Guinness Book of Records door 80.000 mensen in het publiek tegelijkertijd te laten meezingen met het lied Hard Rock Hallelujah.
Tijdens dit concert werden zes nummers gespeeld:
- Bringing Back the Balls to Rock
- Blood Red Sandman (de nationale Lordi-hit in 2004)
- Devil Is a Loser (nationale hit in 2003)
- It Snows in Hell
- Would You Love a Monsterman (nationale hit in 2002)
- Hard Rock Hallelujah (Europese hit in 2006)

Dit concert werd samen met ander beeldmateriaal uitgebracht op de dvd Market Square Massacre.
In het najaar van 2006 begon de band met hun Europese tournee "Bringing Back The Balls to Europe". De tournee startte in Stockholm (Zweden). Hierbij werd van dit optreden een live-dvd gemaakt die op 21 februari 2007 onder de titel Bringing Back the Balls to Stockholm 06 verscheen.
De tournee eindigde op 31 oktober met een verrassing: oud-bassist Kalma keerde eenmalig terug als speciale gast.
In november 2006 stond Lordi op de MTV Europe Music Awards, waarbij Mr. Lordi de prijs voor Beste Rock uitreikte. Rond diezelfde periode werd Bill Aucoin de originele manager van Kiss ook de manager van Lordi.
In het voorjaar van 2007 zette Lordi hun tournee Bringing Back the Balls voort. Hierbij toerden ze door Japan en de Baltische staten.
In mei opende de band het Eurovisiesongfestival 2007 in Helsinki.
In de vroege zomer van 2007 nam de band in het Finse stadje Oulu een horrorfilm (Dark Floors) op. De film ging op 8 februari 2008 in première.
In juli 2007 begon de band aan hun Amerikaanse tournee. Hierbij stond de band het Ozzfest-festival. Na de Ozzfest-tournee nam de band een kleine pauze om dan vervolgens te beginnen aan hun tweede Amerikaanse tournee samen met de band Type O Negative.

### Deadache (2008–2009)
Na de tweede Amerikaanse tournee begon Lordi op 7 mei 2008 met de opnamen van hun vierde studioalbum Deadache. Ditmaal werd het album geproduceerd door Nino Laurenne. Deadache werd uitgegeven op 23 oktober 2008. Kort na de uitgave begon Lordi aan de Europese tournee "Deadache". Na de Europese tournee toerde de band samen met Lizzy Borden in Amerika.
Op 6 november 2008 werd Lordi gevraagd om hun single Bite It Like a Bulldog in het programma Late Night with Conan O'Brien op de Amerikaanse televisiezender NBC voor te stellen.

### Babez For Breakfast, 20ste verjaardag en de dood van Otus (2010–2012)
Mr. Lordi bracht een week in Los Angeles door samen met Jeremy Rubolino en ex-Kiss-gitarist Bruce Kulick om twee nieuwe nummers te schrijven ("Cut Off My Head" en "Call Off the Wedding") voor zijn opkomende album Babez for Breakfast. In maart 2010 speelden Mark Slaughter en Bruce Kulick enkele stukjes voor dit album. Babez for Breakfast werd opgenomen op 16 februari in Nashville en werd geproduceerd door Michael Wagener. De eerste single van het album This Is Heavy Metal verscheen op 9 augustus 2010. Het album zelf verscheen op 15 september.
Op 4 oktober 2010 juist voor de aanvang van de Europese tournee Europe for Breakfast liet de band weten dat drummer Kita de band had verlaten. Niet veel later kondigde bassist OX aan dat ze een nieuwe drummer gevonden hadden. Op 26 oktober introduceerde de band officieel Otus als hun nieuwe drummer. Otus speelde mee op de Europese tournee.
In 2011 nam Mr. Lordi deel aan een Fins televisieprogramma "Kuorosota" (Clash of the Choirs). Hierdoor kon de band weinig toeren en niet verder werken aan hun nieuwe album voor (2012).
Op 15 februari 2012 kondigde de band aan dat hun drummer Otus was overleden. Dit was een zware tegenslag voor de band en Lordi moest al zijn geplande concerten voor begin 2012 cancelen. De band kon wel nog enkele zomerfestivals spelen met een invaldrummer, vermomd in een monsterkostuum
zodat hij bij het imago van de band zou passen.
Om de 20ste verjaardag van de band te vieren werd er op 20 september 2012 in een zeer beperkte oplage een compilatie-cd+dvd-album Scarchives Vol. 1 uitgebracht. De cd bevatte de toenmalige onuitgegeven demo cd Bend Over and Pray the Lord met bonusnummers. De dvd bevatte Lordi's allereerste optreden in Helsinki 2002. De dvd werd gemonteerd door Otus.
Op 25 juli 2012 kondigde toetseniste Awa aan dat ze de band ging verlaten. Haar laatste optreden werd gehouden op 11 augustus op Lordi's 20ste verjaardagsconcert op het Simerock-festival in Rovaniemi.

### To Beast or Not to Beast (2012-2014)
Na de dood van Otus en het vertrek van Awa begon Lordi in maart 2013 te werken aan zijn zesde studioalbum To Beast or Not to Beast. Twee nieuwe leden vergezelden de band: Mana op de drums en Hella als keyboardspeler. Het album werd net zoals zijn voorganger Babez for Breakfast opgenomen in WireWorld Studio in Nashville, geproduceerd en gemixt door Michael Wagener. De eerste single van het album kwam op 8 februari 2013 uit onder de symbolische titel The Riff. Omdat Otus niets op dit album heeft kunnen spelen werd het volledige album gebaseerd op riffs die gitarist Amen maakte op Otus zijn drumbeats toen hij nog leefde. Het album klinkt als gevolg dan ook veel heviger dan alle vorige albums.
Na het verschijnen van hun single The Riff nam de band deel aan het WK Wok-kampioenschap in Duitsland.
Op 1 maart 2013 werd het album To Beast or Not to Beast uitgebracht. Dit werd gevolgd door een Europese tournee ("Tour Beast or Not Tour Beast") waarbij ze ook een optreden hadden in Japan.
Op 28 juni 2014 organiseerde de band de allereerste Lordi-tentoonstelling getiteld The Other Side of Lordi in Savonlinna, Finland. Op de tentoonstelling kon men er onder andere oude kostuums, toneelrekwisieten en schilderijen van de band bezichtigen.

### Scare Force One (2014-2016)
Op 2 juni begon Lordi met de opnamen van hun zevende studioalbum in de Finse opnamestudio "Finnvox studios". Het album is geproduceerd door Mikko Karmila.
In juli zette de band de opnamen verder, ditmaal op een geheime locatie in Lapland.
Op 31 juli 2014 kondigde de band aan dat hun zevende studioalbum Scare Force One zal heten. Het album werd op 31 oktober 2014 (halloween) uitgegeven.
Op 1 november volgde er een release-optreden in "The Circus" (Helsinki) waarbij korpiklaani als special guest het voorprogramma mocht verzorgen.
Hierna volgde er een Europese tournee genaamd “Tourforce One”. De tournee startte op 1 februari 2015 en eindigde op 6 april 2015. Tijdens de tournee kondigde keyboardspeelster Hella op 18 februari aan dat ze zwanger was.
Op 17 mei kondigde Hella aan dat ze ten gevolge van haar zwangerschap niet meer instaat zou zijn om de zomerfestivals te spelen en dus hierdoor tijdelijk vervangen zou moeten worden.
Op 6 juni 2015 konden de fans de tijdelijke keyboardspeler “Nalle” (Fins voor teddybeer) voor het eerst zien op een festival in Rovaniemi. Nalle speelde alle Lordi shows mee tot aan de terugkomst van Hella op 14 november 2015.
Eind september kondigde Mr. Lordi aan dat de band in december zal beginnen aan de opnamen van hun achtste studioalbum.
Het album zou een dubbel EP zijn waarvan de ene kant een Classic-Rock album zou zijn in de oude Lordi stijl. De andere kant zou een conceptalbum zijn met de nieuwe, ruigere, meer agressieve/progressieve Lordi stijl.

### Monstereophonic (Theaterror Vs. Demonarchy) (2016–2018)
Eind 2015 had de band aangekondigd dat er een nieuw album in de maak was. Opname begon in december, maar werd gestopt na het overlijden van Lordi's vader. In april 2016 begonnen er opnieuw opnames met producer Nino Laurenne, die eerder Deadache in 2008 had geproduceerd. In een interview voor "Spark TV" verklaarde Mr. Lordi dat het nieuwe album in september zal worden uitgebracht. Het album, destijds zonder titel, werd door Mr. Lordi beschreven als een "split album". De eerste zes nummers of het album klinken als normale Lordi-nummers, terwijl de laatste zes nummers progressiever zijn en een ander concept volgen. Een promotietour voor het album "European Monstour-2016" werd gelanceerd in oktober 2016. De single van het album, "Hug You Hardcore", werd uitgebracht in augustus 2016. Een muziekvideo voor het nummer werd later uitgebracht. Lordi kondigde op 13 juli de titel aan van het achtste album, Monstereophonic (Theaterror vs. Demonarchy), dat op 16 september werd uitgebracht.
Later kondigde de band aan dat ze voor het eerst in 2017 door Noord-Amerika en Canada zouden touren. De tournee was op 2 februari en eindigde op 4 maart.

### Sexorcism en het vertrek van OX (2018–2020)
Op 9 maart 2018 kondigde de band de naam van het negende album "Sexorcism" aan, samen met de albumhoes. Het werd uitgebracht op 25 mei 2018. De band beloofde dat het mogelijk hun "meest controversiële" album tot nu toe zou zijn. Hun single van het album "Your Tongue's Got the Cat" werd uitgebracht op 13 april 2018. De tweede single van het album getiteld "Naked in My Cellar" werd uitgebracht 4 mei 2018, samen met een muziekvideo.
Na vier festivalshows in de zomer, begon een tour ter ondersteuning van het album "Sextourcism" in Europa op 9 oktober in Amstelveen, Nederland en eindigde op 28 december in Helsinki, Finland.
Lordi kondigde hun derde live-dvd Recordead Live - Sextourcism aan van het concert Z7 op 17 mei 2019, die werd opgenomen op 23 november 2018 in Pratteln, Zwitserland tijdens hun tour. Het werd uitgebracht op 26 juli 2019.
OX had op 14 maart 2019 aangekondigd dat hij de band zou verlaten na het optreden met hen voor de zomerfestivals dat jaar. Zijn laatste show met de band vond plaats op het Reload-festival in Sulingen, Duitsland op 23 augustus 2019.

### Killection (2020–...)
Op 27 september 2019 kondigde Lordi de titel van hun aanstaande tiende album Killection aan. Het zal op 31 januari 2020 worden uitgebracht, gevolgd door een Europese tour met de titel "Killectour" ter ondersteuning van hetzelfde album jaar. In dit nieuwe tiende album introduceert Lordi de nieuwe basspeler van de band: Hiisi. Hiisi's personage is een kruising tussen een reptiel en een trol afkomstig uit de Noordpoolstreken.
De band zal ook in Nederland optreden met hun nieuwe tour, namelijk op 7 maart in Het Bolwerk (poppodium) te Sneek en op 29 maart in het P60 (poppodium) te Amstelveen.

## Eerbetoon

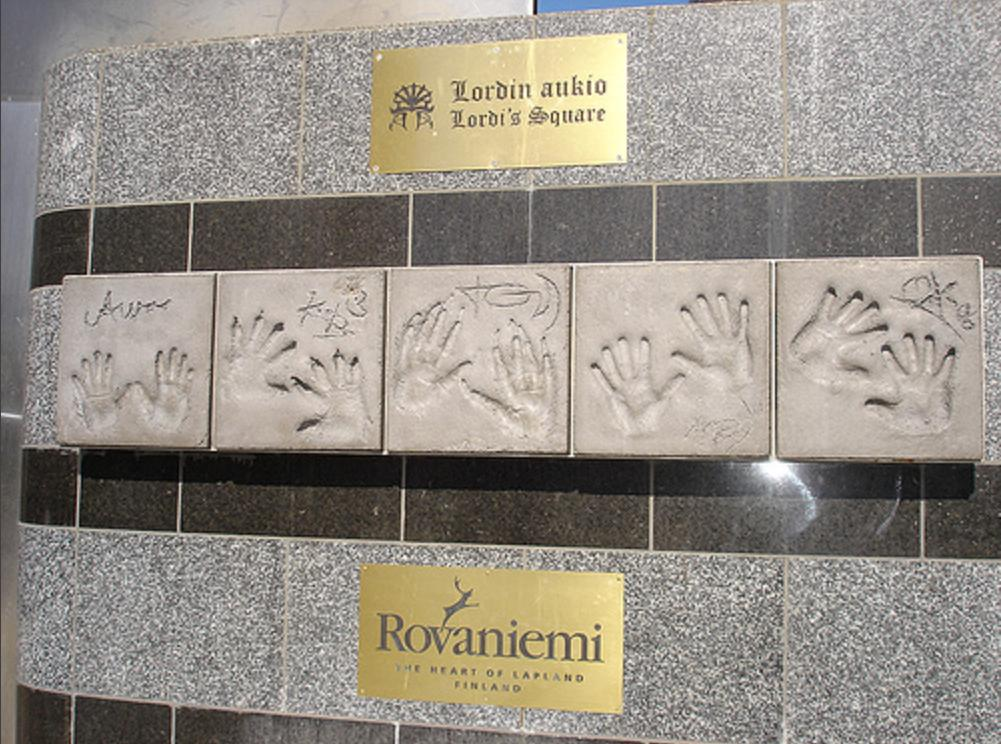
Het standbeeld op het plein met de bandleden hun handtekening

Het Rovaniemiplein in het Finse Rovaniemi, de thuisbasis van de leadzanger Lordi, werd kort na de overwinning op het Eurovisiesongfestival omgedoopt tot 'Lordi-square'. De naamswijziging maakte deel uit van de renovatie van het stadscentrum.
De Finse postdienst Itella gaf in mei 2007 een speciale Lordipostzegel uit. Deze bracht tevens een beperkte reeks speciale Lordikerstkaarten op de markt samen met hun single "It Snows in Hell"
Een frisdrankenfabrikant vernoemde zijn cola naar de band. Zo kreeg Lordi zijn eigen unieke Lordi-Cola. Op de labels waren de verschillende bandleden te zien.
De 2.6.17-rc5-versie van de Linuxkernel werd vernoemd naar de band.

## Kritiek
Er is veel kritiek op de groep. Zo waarschuwden kerkleiders in Finland dat deze groep kan aanzetten tot satanisme en critici van de groep vroegen president Tarja Halonen om haar grondwettelijk recht te gebruiken om vooralsnog een andere groep te sturen. Ook in Griekenland (gastland van het Eurovisiesongfestival in 2006) rees er protest tegen de deelname van de groep. Religieuze groeperingen spanden een rechtszaak aan om de band tijdens het festival een podiumverbod op te leggen. De eis werd door het Griekse hooggerechtshof ongegrond verklaard. De band zelf ontkent ook maar iets met satanisme (al dan niet LaVey-satanisme) te maken te hebben. Als bewijs voert de groep aan dat in een van hun liedjes de duivel een loser wordt genoemd. Daarnaast is er ook veel kritiek van GWAR-fans, die menen dat Mr. Lordi hun kostuums nagemaakt zou hebben. Maar volgens Mr. Lordi is dat volledig onterecht. "Wij hebben ons laten inspireren door Kiss en Alice Cooper", aldus de band.

## Films

### The Kin
The Kin is Lordi's eerste film. Deze duurt een half uur en staat op de een speciale editie van The Monsterican Dream (cd/dvd en DualDisc) en de dvd Market Square Massacre.

### Dark Floors
In 2008 kwam in Finland de film Dark Floors van Lordi uit. Deze thriller/horrorfilm verscheen in het Nederlands in juni 2010. De film gaat over het autistische meisje Sarah dat de toekomst kan voorspellen door die te tekenen met haar rode krijtje. Als zij van het ziekenhuis naar huis mag met haar vader, komt een groepje mensen, onder wie Sarah en haar vader, vast te zitten in een lift. Zodra ze uit de lift komen, blijkt het hele ziekenhuis verlaten. Er zijn alleen nog mensenetende monsters (de bandleden van Lordi).

### Monsterman
Monsterman is een Lordi-documentairefilm die over het privéleven, de carrière en de dagen na het Eurovisiesongfestival van Mr. Lordi gaat.
De film bevat zowel materiaal uit Finland als vanuit heel Europa en Amerika. De film kreeg financiële steun van Finse investeerders maar ook van de "MEDIA programme of the European Union". Monstermans wereldpremière ging door op 26 september 2014 in Finse bioscoopzalen.
De regisseur Antti Haase is een prijswinnende filmmaker. Zo won hij al onder andere de "Australia Documentary Award" en de "Luleå Art Bienniale". De film wordt geproduceerd door productiehuis "Illume Oy" door de producers Venla Hellstedt en Jouko Aaltonen.
Regisseur Antti Haase zegt: "Toen we kinderen waren, was Tomi (Mr. Lordi) de enige vriend die zo gepassioneerd een monster wilde zijn. Ik geloof dat Lordi's verhaal beroep zal doen op iedereen die ondanks alle obstakels die hij/zij tegenkomt, toch nog weigert om zijn/haar dromen op te geven."
Mr Lordi zegt: "We wilden ten lange laste "het doek" op liften rond het imago van de band. We willen de werkelijkheid achter de maskers tonen die soms niet altijd zo glamoureus zijn. Nog nooit hebben we camera's ons zo dicht in ons persoonlijk leven laten volgen. Antti is de beste regisseur voor deze film omdat hij weet waar de band echt om gaat en vanwaaruit de band is ontstaan sinds onze kindertijd een paar honderd meters verwijderd van Rovaniemi, Lapland."

## Discografie

### Studioalbums
- Bend Over and Pray the Lord! - The Heavy Rock Album (1997/2012).
- Get Heavy (2002)
- The Monsterican Dream (2004)
- The Arockalypse (2006)
- Deadache (2008)
- Babez for Breakfast (2010)
- To Beast or Not to Beast (2013)
- Scare Force One (2014)
- Monstereophonic (Theaterror vs. Demonarchy) (2016)
- Sexorcism (2018)
- Killection (2020)
- Lordiversity (2021)
- Screem Writers Guild (2023)
- Limited Deadition (2025)

### Singles
- Would You Love a Monsterman? (2002)
- Devil is a Loser (2003)
- Blood Red Sandman (2004)
- My Heaven is Your Hell (*) (2004)
- Hard Rock Hallelujah (2006)
- Who's Your Daddy? (2006)
- Would You Love a Monsterman? (2006). Opnieuw opgenomen, nu met OX en Awa.
- It Snows in Hell (2006)
- They only come out at night (*) (2007)
- Beast Loose in Paradise (*) (24 december 2007). Ook te horen tijdens de aftiteling van de film Dark Floors.
- Bite it like a bulldog (2008)
- Deadache (2008) (*)
- This is Heavy Metal (2010)
- Rock Police (promotiesingle) (2010) (*)
- The Riff (2013)
- Nailed by the Hammer of Frankenstein (2014)
- Hug You Hardcore (2016)
- Your Tongue's Got the Cat (2018)
- Naked in My Cellar (2018)
- Shake the Baby Silent (2019)
- I Dug a Hole in the Yard for You (2019)
- Like a Bee to the Honey (2020)
- Believe Me (2021)
- Abracadaver (2021)
- Borderline (2021)
- Merry Blah Blah Blah (2021)
- Demon Supreme (2021)
- Day Off of the Devil (2022) (*)
- Spear of the Romans (2022) (*)
- Reel Monsters (2022)
- Lucyfer Prime Evil (2023)
- Thing in the Cage (2023)
- Made Of Metal (2024)
- Syntax Terror (2024)
- Retropolis (2025)

(*) = geen videoclip of lyric video van gemaakt

### Compilatiealbums
- The Monster Show (verzamelde hoogtepunten, 2005)
- Zombilation – The Greatest Cuts (2009)
- Scarchives Vol. 1 (2012)

### Vinyl
- The Arockalypse vinyl edition (2007)
- Get Heavy vinyl edition (2010)
- To Beast or Not to Beast (2013)
- Scare Force One (2014)
- Monstereophonic (2017)
- Sexorcism (2018)
- Recordead Live - Sextourcism In Z7 (2019)
- Killection (2020)
- Lordiversity (2021)
- Screem Writers Guild (2023)

### Cassette
- Get Heavy (2002)

### Dvd's
- Market Square Massacre
- Bringing Back the Balls to Stockholm 06: The Opening Night
- It Snows in Hell
- Dark Floors
- Monsterman
- Recordead Live: Sextourcism in Z7
- Lordi At Masters Of Rock ‘22

| Single met eventuele hitnotering(en) in de Nederlandse Top 40 | Datum van verschijnen | Datum van binnenkomst | Hoogste positie | Aantal weken | Opmerkingen |
| ------------------------------------------------------------- | --------------------- | --------------------- | --------------- | ------------ | ----------- |
| Hard Rock Hallelujah                                          | 02-06-2006            | 17-06-2006            | tip13           | -            |             |

| Single met hitnotering(en) in de Vlaamse Ultratop 50 | Datum van verschijnen | Datum van binnenkomst | Hoogste positie | Aantal weken | Opmerkingen |
| ---------------------------------------------------- | --------------------- | --------------------- | --------------- | ------------ | ----------- |
| Hard Rock Hallelujah                                 | 2006                  | 10-06-2006            | 2               | 16           |             |

## Andere uitgaven

### Strips door Mr. Lordi
- Monster Magazine (2002)
- The Uninvited Guests (2003)
- Keräilijä (2006)
- Lordi 1: Alkuperä ("De oorsprong") (2006)
- Lordi 2: Verenjano ("Bloeddorst") (2007)
- Lordi 3: Verensininen ("Blauw bloed") (2008)
- Graphic Novels (2013)

### Boeken over Lordi
- Jussi Alroth: Mie oon Lordi
- The Songs for the Rockoning Day: The Complete Lordi Song Book
- Lordiary

### Lordi Games
- Lordi the Game (een iPod-game)